# AnimaNaturalis

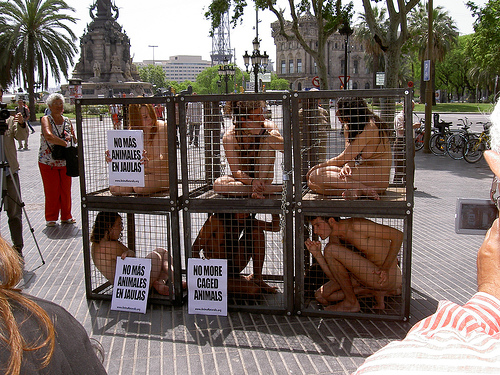
Aktion von AnimaNaturalis gegen den Verkauf von Tieren in La Rambla in Barcelona

AnimaNaturalis (von Lat.: Seele der Natur) ist eine im Jahr 2003 gegründete Nichtregierungsorganisation ohne Gewinnanspruch aus dem spanischsprachigen Raum, mit dem Themenschwerpunkt der Tierrechte bzw. Tierbefreiung.
Zweigstellen hat die Organisation in Barcelona (Spanien), Bogotá (Kolumbien), Buenos Aires (Argentinien), Caracas (Venezuela), Guayaquil (Ecuador), Lima (Perú), Logroño (Spanien), Mexiko-Stadt (Mexiko), Montevideo (Uruguay) und Santiago de Chile (Chile).
AnimaNaturalis lehnt Produkte aus Tieren für den menschlichen Verzehr und Kleidung ab, ebenso Tierversuche sowie die Nutzung von Tieren zur Unterhaltung.
Seit 2008 gibt es mit PETA und der chilenischen Sängerin, Schauspielerin und Gewerkschafterin Alaska eine gemeinsame Kampagne gegen Stierkämpfe.
Weiter erzielte eine Kampagne gegen Pelz in Spanien Aufmerksamkeit. Die Idee wurde in Argentinien in Zusammenarbeit mit der Schauspielerin Marcela Kloosterboer aufgegriffen und für dortige Zwecke adaptiert.
In Chile organisiert die Organisation jährlich Züge gegen die Misshandlung von Tieren bei den chilenischen Rodeos. 2008 wurden sie dabei von der Tänzerin Maura Rivera unterstützt.